# Luttingen

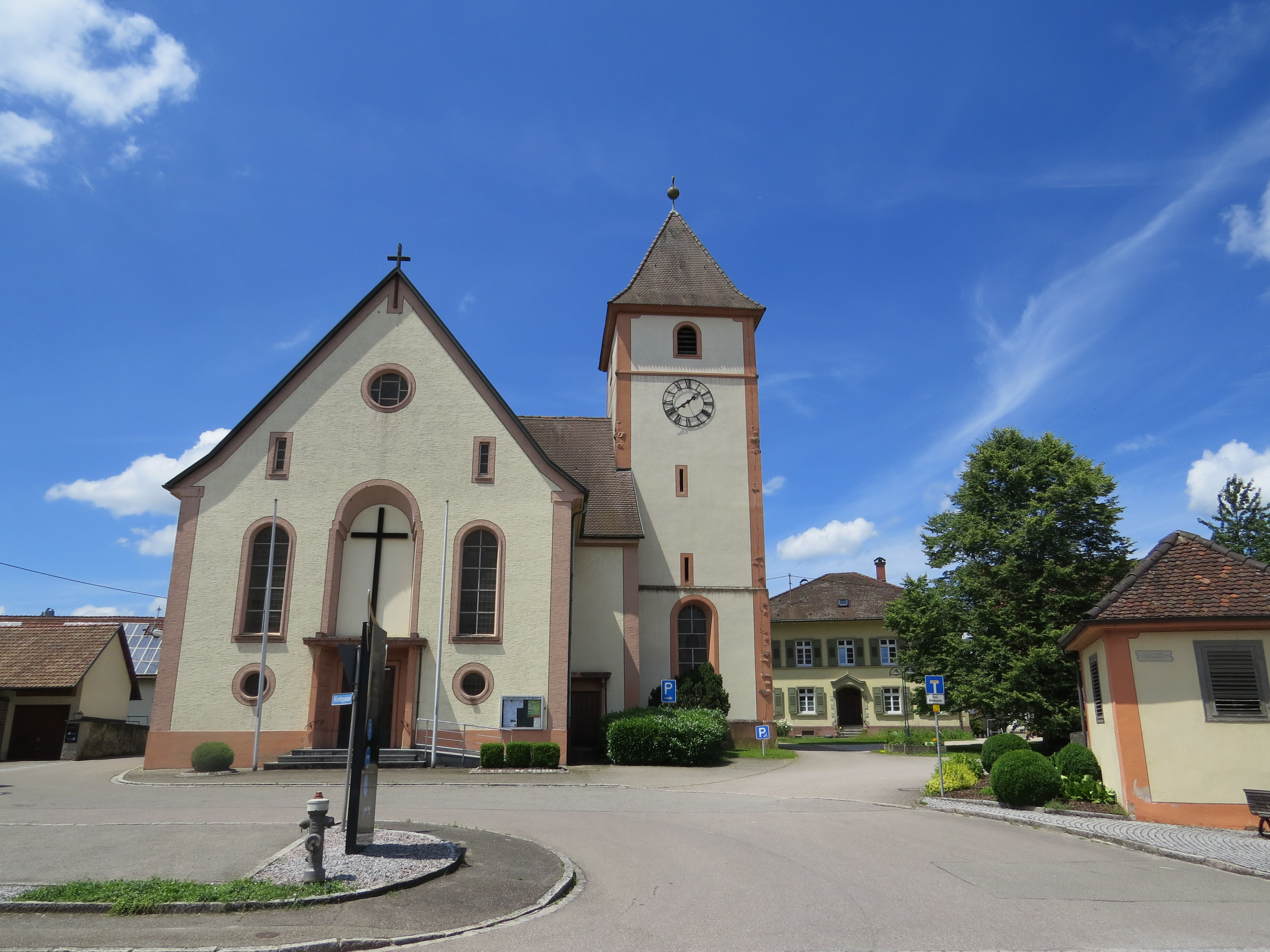
St. Martin in Luttingen

Luttingen (früher villa Lutinga) ist ein Stadtteil der Stadt Laufenburg (Baden) im Landkreis Waldshut in Baden-Württemberg.

Aufgrund der Gebietsreform in Baden-Württemberg wurde Luttingen am 1. Mai 1972 ein Stadtteil der Stadt Laufenburg (Baden).

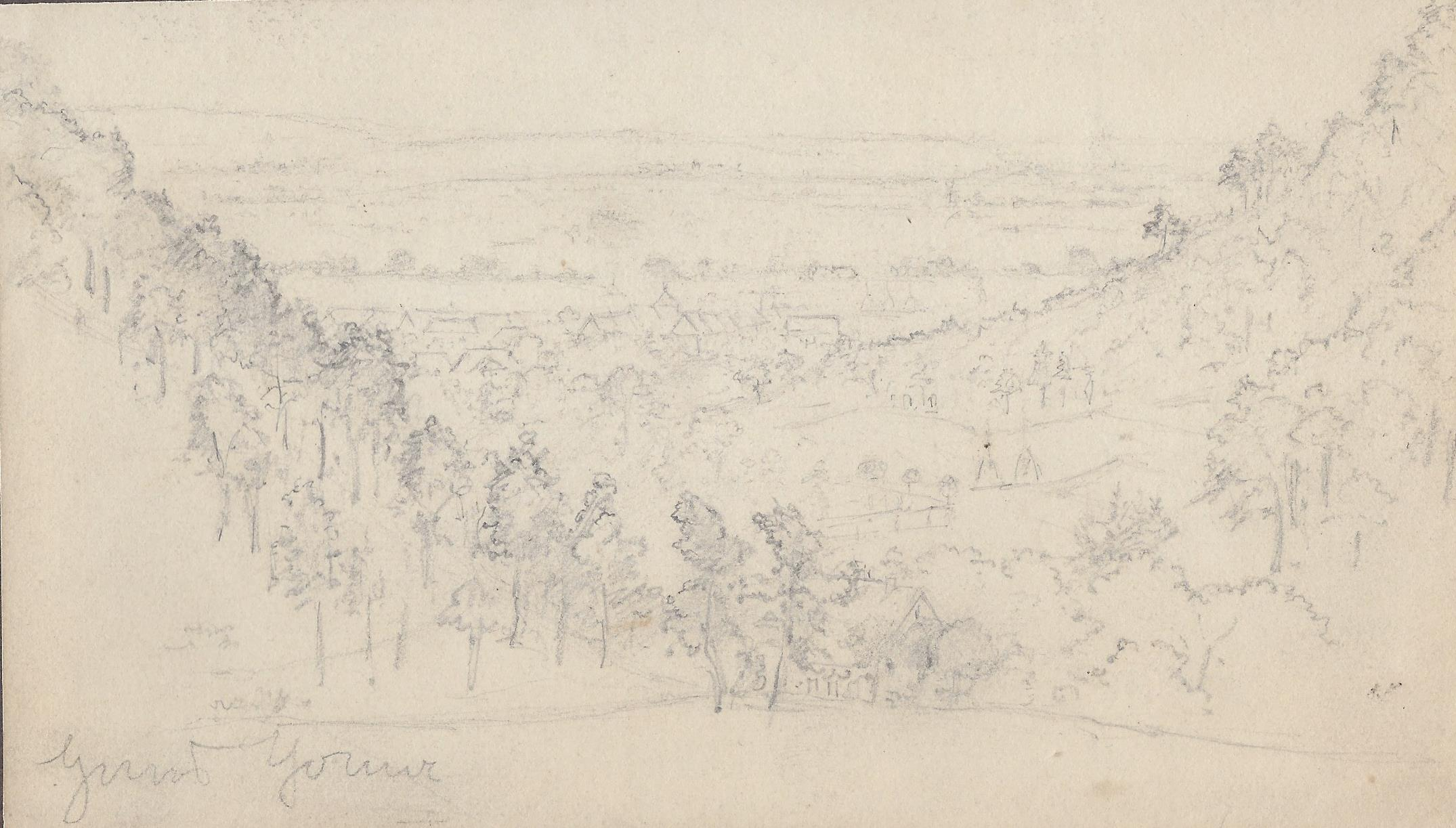
Luttingen um 1860, Bleistiftskizze

## Geschichte
Der Ortsteil Luttingen wurde am 22. April 788 anlässlich einer Schenkung an das Kloster Lorsch im Lorscher Codex als Villa Lutinga erstmals urkundlich erwähnt. (Der Mitbegründer des Klosters Lorsch Cancor war ein Herrscher der Robertiner und Graf in Alemannien.) 1275 wurde ein Plebanus (Pfarrherr) de Lutungen im Liber decimationis verzeichnet.
1360/70 erschien der Name Luttingen im Liber Marcarum, welches die Dekanate neu auflistete. Erster aufgezeichneter Pfarrer war der Kirchherr Erhard, genannt in einer Urkunde, die auf Schloss Rötteln am 14. Januar 1393 ausgestellt wurde. Kaiser Friedrich I. (Barbarossa) übertrug 1173 die Reichsvogtei über das Stift Säckingen (außer Glarus) an Graf Albrecht III. von Habsburg. Als nach acht Jahrzehnten  Konrad IV. 1254 in den Besitz der Vogtherrschaft über das  Kloster St. Blasien und der Grafschaft Hauenstein kam, bauten sie ihre Stellung im Gebiet weiter aus. Vermutlich kamen in dieser Zeit die Besitzungen der Habsburger aus dem Frickgau, die ehemaligen Besitzungen der Grafen von Frick und der Grafen von Alt-Homberg (nach den Aufzeichnungen im Habsburger Urbar von 1303 bis 1308), und den hier befindlichen Lorscher Gütern zusammen.
Bei der Besetzung der Stadt Waldshut unter Hannibal von Schauenburg wurde die Nahrung knapp, und unter den Schweden 1638 wurde der Ort niedergebrannt. Der Pfarrer Conrad Haberer aus Tiengen streckt 600 Gulden für den Wiederaufbau der Kirche St. Martin und zur Herstellung des Pfarrhofes vor, und so bestätigt der Waldvogt Hans Dietrich von Schönau, dass 300 Gulden an dessen Erben zurückerstattet werden sollten. Das Jahreseinkommen der Pfarrei lag bei 600 bis 700 Gulden durch den Zehnten, oft kam es aber nicht dazu, weil Krieg und Ernteausfälle dazwischenkamen. In Luttingen betrieb man einst Weinanbau, und bedingt durch die Nähe zum Rhein, eine Fähre, sowie Flößerei und Fischfang.
Der Ortspfarrer Johann Caspar Albrecht war gleichzeitig Kommandant des Hauensteiner Landfahnens. (Der Pfarrer und Heimatforscher aus Unteralpfen, Jakob Ebner, berichtet über ihn ausführlich.)
In der Zeit seit 1900 und mit dem Bau der Hochrheinbahn kam die Industrie zum Tragen. Zahlreiche Firmen haben sich angesiedelt.
Am 1. Mai 1972 wurde Luttingen in die Stadt Laufenburg (Baden) eingegliedert.

## Wappen
In Silber auf grünem Schildfuß eine grüne Tanne, der Stamm überdeckt vom österreichischen Bindenschild.
Die Gemeinde, die vorher nur Schriftsiegel führte, hatte das Wappen 1906 auf Vorschlag des Generallandesarchivs angenommen.

## Persönlichkeiten
- Jakob Eschbach (1914–1985), Kommunalpolitiker